# Systemrisiko
Das Systemrisiko (auch: systemisches Risiko) ist in der Wirtschaft ein Risiko, bei dem der Ausfall eines Marktteilnehmers, das Marktversagen oder das Versagen eines Abwicklungssystems schwerwiegende Folgen für die übrigen Marktteilnehmer, Teilmärkte oder das gesamte Wirtschaftssystem haben kann.

## Allgemeines
Marktstörungen oder Marktversagen kann es in Wirtschaftssystemen auf den Gütermärkten und in Finanzsystemen auf den Finanzmärkten (Börsen, Devisen-, Geld- und Kapitalmärkte oder dem Kreditmarkt) geben. Wird hierdurch die Funktion oder das Fortbestehen eines ganzen Wirtschaftssystems beeinträchtigt, liegt ein Systemrisiko vor. So kann beispielsweise die Zahlungsunfähigkeit eines einzelnen Marktteilnehmers zu einem Dominoeffekt führen, der erhebliche Liquiditäts- und Solvenzprobleme anderer Marktteilnehmer zur Folge hat, was den ganzen oder teilweisen funktionellen Zusammenbruch des Finanzsystems nach sich ziehen kann.
Während das spezifische Risiko oder Einzelrisiko nur isoliert bestimmte Systemteilnehmer betrifft, ohne das System als Ganzes zu gefährden, greift das Systemrisiko durch Spill-over oder den Contagion-Effekt auf andere Wirtschaftssubjekte oder Systeme in Form des Dominoeffekts über. So weisen beispielsweise im Bankwesen einige Nettozahlungssysteme aufgrund der verzögerten Finalität der Zahlungen die Schwachstelle auf, dass wenn ein Teilnehmer seinen Sollsaldo nicht ausgleichen kann, sämtliche ihn betreffenden Transaktionen aus dem Clearing nachträglich herausgenommen werden müssen (englisch unwinding), wodurch den Gegenparteien dieses Teilnehmers Zahlungseingänge fehlen, die für Begleichung von Forderungen vorgesehen waren. Dadurch gibt es nicht nur Liquiditätsprobleme bei einem Teilnehmer, sondern bei allen seinen Gegenparteien.

## Rechtsfragen
Seit der Weltfinanzkrise ist das Systemrisiko in § 1 Abs. 33 KWG legaldefiniert als „das Risiko einer Störung im Finanzsystem, die schwerwiegende negative Auswirkungen für das Finanzsystem und die Realwirtschaft haben kann“. Vorausgesetzt wird rechtlich eine Störung auf einem Finanzmarkt, die in einer Marktstörung bestehen kann oder durch ökonomische Schocks ausgelöst wird und durch Dominoeffekte oder Spill-over auf die Realwirtschaft übergreift.  
Nach § 4 Abs. 1 FinStabG arbeitet der Ausschuss für Finanzstabilität eng mit dem Europäischen Ausschuss für Systemrisiken und, soweit notwendig, mit den für die Wahrung der Finanzstabilität zuständigen Behörden der anderen EU-Mitgliedstaaten zusammen. Beide Ausschüsse haben zur Aufgabe die Früherkennung, Prävention und Bekämpfung von systemischen Risiken auf den Finanzmärkten. Art. 2c Verordnung (EU) Nr. 1092/2010 des Europäischen Parlaments und des Rates vom 24. November 2010 (ESRB-VO) definiert Systemrisiken als „Risiken einer Beeinträchtigung des Finanzsystems, die das Potenzial schwerwiegender negativer Folgen für den Binnenmarkt und die Realwirtschaft beinhalten“.

## Systemisches Risiko
Systemische Risiken sind inhärent in allen komplexen technischen wie organisationalen Systemen vorhanden und sind aufgrund undurchschaubarer Wirkungszusammenhänge im System nur schwer prognostizierbar.
In der Finanzwirtschaft besteht das systematische Risiko in der Gefahr, dass der finanzielle Zusammenbruch eines Marktteilnehmers auf andere, originär rechtlich und wirtschaftlich von ihm unabhängige Marktteilnehmer übergreift und letztlich den funktionellen Zusammenbruch wesentlicher Teilbereiche oder des gesamten Finanzsystems bewirken kann. Systematisches Risiko ist aus volkswirtschaftlicher Sicht ein negativer externer Effekt der Finanzierungstätigkeit an den Kapitalmärkten. Jede nicht nur lokale Finanzkrise entsteht durch die Realisierung systemischen Risikos. Dieser Wirkungseffekt setzt ein Initialereignis sowie Übertragungskanäle voraus.

### Initialereignis
Ausgangspunkt bei der Realisierung systematischer Risiken ist stets ein von den Marktteilnehmern unerwartetes Initialereignis. Es ist regelmäßig bei (einem) einzelnen Marktteilnehmer(n) angesiedelt. Adverse Schocks, die eine Volkswirtschaft als Ganzes treffen, haben lediglich vorbereitende Wirkung dergestalt, dass Anpassungsdruck entsteht, den einige Marktteilnehmer nicht oder nicht vollständig in der notwendigen Zeit bewältigen können. Auch andere Ereignisse (z. B. Bilanzfälschung, Bekanntwerden von gravierenden (unabsichtlichen) Fehlbewertungen), welche die Vermögens-, Finanz- und Ertragslage eines Marktteilnehmers wesentlich und nachhaltig belasten, weil sie zu massiven Forderungsabschreibungen bzw. Wertberichtigungsbedarf führen, sind taugliche Initialereignisse.

### Reale Übertragungskanäle
Die wirtschaftlichen Wirkungen von Initialereignissen können zunächst über bestehende Rechtsbeziehungen zwischen den Marktteilnehmern – insbesondere Vertragsbeziehungen – übertragen werden. Verträge, die künftige Leistungen zum Gegenstand haben, bergen stets das Risiko, dass eine Vertragspartei zum vereinbarten Leistungszeitpunkt die Leistung nicht erbringen will oder kann (Gegenparteiausfallrisiko bzw. Erfüllungsrisiko). Für den Vertragspartner entsteht dann Wertberichtigungsbedarf, der sich in der Bilanz ergebniswirksam in Form eines Verlustes auswirkt. Mit steigenden Forderungsbeträgen erhöht sich die Bedeutung dieses Übertragungskanals.

### Informationelle Übertragungskanäle
Daneben bestehen informationelle Übertragungskanäle. Hier ziehen Anteilseigner und Gläubiger (und bei Kreditinstituten auch: Anleger) aufgrund des Ausfalls eines Marktteilnehmers Rückschlüsse auf die finanziellen Auswirkungen für ihren Vertragspartner. Bei unvollständiger Information schließen sie Wissenslücken durch (pessimistische) Erwartungsbildung und meinen, einen wirtschaftlichen Zusammenhang zum ausgefallenen Marktteilnehmer zu erkennen, obgleich dieser Zusammenhang objektiv nicht zwingend bestehen muss. Anknüpfungspunkt ist oftmals die Ähnlichkeit des Geschäftsmodells.
Beispiel
Beim Ausfall eines Kreditinstituts neigen Anleger dazu, wirtschaftliche Zusammenhänge zu anderen Instituten zu unterstellen und ziehen tendenziell ihre Einlagen ab, was schlimmstenfalls zum Bank Run führen kann.
Dieser Übertragungskanal kann auch durch Herdenverhalten gespeist werden, bei dem uninformierte Akteure das uninformierte Handeln anderer als informiertes Handeln (fehl)interpretieren und ihr eignes Handeln daran ausrichten. Auch der flächendeckende Vertrauensverlust der Marktteilnehmer untereinander, der am Markt in eine Liquiditätskrise münden kann, lässt sich – zumindest in der Frühphase – als eine Art des Herdenverhaltens interpretieren.
Ein klassischer Bankansturm (Ansturm auf die Bankschalter einer Bank, welche die Auszahlungsbegehren der Einleger schließlich nicht mehr erfüllen kann und in Liquiditätsschwierigkeiten gerät), stellt eine Mischung aus Herdenverhalten und pessimistischer Erwartungsbildung aufgrund der Ähnlichkeit der Geschäftsmodelle zwischen einem bereits ausgefallenen oder zumindest ausfallbedrohten Institut und dem eigenen dar.   

### Messung des systemischen Risikos
Marktteilnehmer und Aufsichtsbehörden in aller Welt haben großes Interesse daran, systemische Risiken verlässlich zu messen. Die qualitativen und quantitativen Methoden stecken indes noch in den Kinderschuhen. Kernproblem ist die Komplexität eines sich stetig wandelnden Wirtschaftsgeschehens: Vertragsbeziehungen werden im Zeitverlauf eingegangen und enden; Erwartungen anderer Marktteilnehmer sind stark situativ und nur schwer zu prognostizieren. Gängige Messversuche können daher nur eine vage Annäherung an das tatsächlich bestehende Risiko leisten. Es gibt den CoVaR-Ansatz, Netzwerkmodelle und Scoring-Modelle.

## Systemrisiko in der Informationstechnologie
Zu den Systemrisiken in der Informationstechnologie gehören insbesondere das Versagen der Technologie und damit einhergehende Systemausfälle, Programmfehler und Hardwarefehler.

## Risikomanagement und Krisenmanagement
Das Systemrisiko muss durch das Risikomanagement eines Unternehmens zunächst im Rahmen der Risikowahrnehmung erkannt werden. Das Systemrisiko wird zunehmend als eine besondere Risikoart behandelt und einer Risikoidentifikation unterzogen, um dann in der Risikoanalyse untersucht zu werden. Es folgen Risikoquantifizierung, Risikoaggregation, Risikobeurteilung und Risikobewertung. Bei letzterer Maßnahme wird entschieden, ob und inwieweit eine Risikobewältigung des Systemrisikos vorzunehmen ist. 
Während sich das Risikomanagement mit potenziellen Krisen befasst, ist es Aufgabe des Krisenmanagements, bei und nach dem Eintritt einer Krise den möglicherweise entstehenden personellen (Personenschaden) und materiellen Sachschaden zu bekämpfen, einzudämmen und die Krise zu bewältigen. Der Krisenprävention obliegt die Aufgabe, ein Wirtschaftssubjekt auf potenzielle Krisen vorzubereiten und diese zu verhindern. 

## Wirtschaftliche Aspekte
Finanzmarktteilnehmer unternehmen große Anstrengungen, um spezifische Risiken der eigenen Risikotragfähigkeit anzupassen. Sie vermeiden Klumpen- und Granularitätsrisiken und diversifizieren Risiken in ihrem Portfolio (vgl. Diversifikation). Durch geschickte Kombination der Einzelrisiken in einem Portfolio kann das Gesamtrisiko des Portfolios (vgl. Portfoliotheorie) bis auf ein nicht diversifizierbares Restrisiko (das systematische Risiko) abgesenkt werden. In der Portfoliotheorie wird hierfür auch der Begriff „systematisches Risiko“ verwendet.
Solange ein Finanzmarkt durch Eigenkorrektur-Mechanismen Schocks überwinden kann, ohne dass die Realwirtschaft geschädigt wird, kann er als stabil angesehen werden. Ein Finanzmarkt ist stabil, wenn er über einen längeren Zeitraum eine pareto-effiziente Ressourcenallokation durchführt, Finanzrisiken relativ genau erkennt und vernünftig bewertet. Geht von einem Element des Systems eine Gefahr aus und dieses hat das Potenzial, eine Systemkrise zu verursachen oder zu verstärken und sogar einen Systemzusammenbruch auszulösen, so liegt ein Systemrisiko vor. Um eine Systemkrise handelt es sich, wenn eine Störung die Funktionsfähigkeit des Systems erheblich beeinträchtigt.

## Abgrenzung
Das Systemrisiko ist abzugrenzen vom systematischen Risiko (englisch systematic risk). Letzteres ist ein nicht diversifizierbares Risiko in Portfolien (Wertpapier- oder Kreditportfolio), das aus Konjunkturzyklen oder der Marktentwicklung entsteht und alle Marktteilnehmer trifft. Das Systemrisiko entsteht dagegen daraus, dass ein nicht diversifizierbarer ökonomischer Schock alle Marktteilnehmer unvorhersehbar treffen könnte.
Ferner ist das Systemrisiko von der Systemrelevanz zu unterscheiden. Stellen Wirtschaftssubjekte oder Wirtschaftsobjekte ein hohes Systemrisiko dar, müssen sie als systemrelevant eingestuft werden. Systemrelevanz setzt mithin auch voraus, dass ein das Wirtschaftssystem gefährdendes Systemrisiko besteht.